# Trnovo, Bitola
Trnovo (în macedoneană Трново, în albaneză Tërovë, în aromână Tãrnuva/Tãrnova, Tîrnova) este un sat din partea de vest a comunei Bitola, Macedonia de Nord. Satul se află la o distanță de 11 kilometri de Bitola, care este al doilea oraș ca mărime din țară.

## Geografie
Trnovo este situat la o altitudine de 960 m deasupra nivelului mării, pe versanții nord-estici ai Muntelui Baba, în regiunea Pelagonia, la 11 km vest de orașul Bitola. El este aproape similar cu satul vlah Magarevo de la vest.

## Istoric

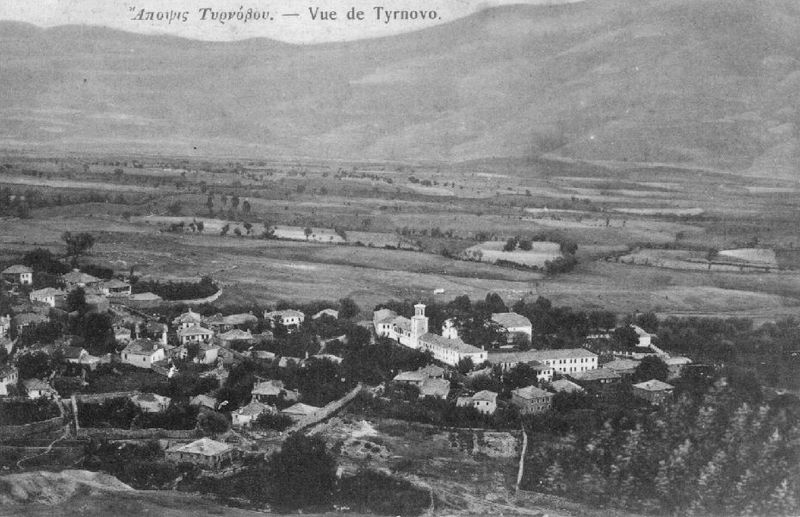
Trnovo la începutul secolului al XX-lea

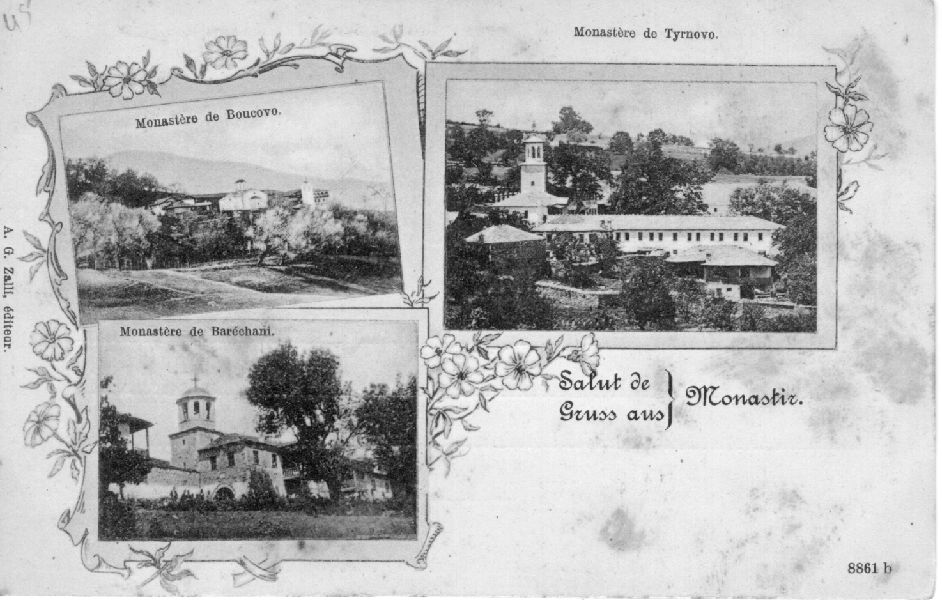
Carte poștală de la începutul secolului al XX-lea pe care sunt prezentate mănăstirile din Bukovo, Trnovo și Bareșani

Trnovo a fost inițial un sat slav, ceea ce este clar indicat de numele său. Cea mai veche mențiune a acestui sat datează din prima jumătate a secolului al XVII-lea.
Aromânii (vlahii) s-au stabilit la Trnovo și în satul vecin Magarevo în a doua jumătate a secolului al XVIII-lea. Mai întâi a imigrat un grup mic de musulmani albanezi originari din regiunea Korçë, apoi au imigrat două grupuri mai mari: aromâni din Moscopole, Gramosta și Vlahoclisúra și albanezi ortodocși originari în principal din Vithkuq⁠(d) și refugiați în urma crizelor socio-politice și economice care au avut loc în secolul al XVIII-lea în zona sudică a actualei Albanii.
În urma căsătoriilor multietnice, populația albaneză ortodoxă din Trnovo a fost asimilată de comunitatea aromână, mai mare, la începutul secolului al XX-lea. În 1854 a fost construită Biserica „Adormirea Maicii Domnului”, care a suferit mari distrugeri în timpul Primului Război Mondial și a fost reconstruită în anii 1930. În 1864 a fost deschisă la Trnovo prima școală aromână din Macedonia. Școala a fost finanțată de România și a fost condusă de Apostol Mărgărit. Aici a predat mai mulți ani învățătorul aromân Dumitru Atanasescu, care era originar din acest sat.
La începutul secolului al XX-lea, Trnovo a traversat cea mai prosperă perioadă a existenței sale. În anul 1905, potrivit celor scrise de Dimităr Mișev, secretarul Exarhatului Bulgar, în studiul La Macedoine et sa Population Chrétienne, locuiau la Trnovo 1.920 vlahi și existau două școli grecești și o școală română. Activitatea economică a satului era dezvoltată în acea vreme, aici funcționând ateliere meșteșugărești, magazine și brutării. Exodul care avusese loc la sfârșitul secolului al XVIII-lea în orașul Moscopole s-a repetat aici. În timpul Primului Război Mondial, linia frontului s-a aflat în vecinătatea localității, iar Trnovo a fost ocupat de Armata Bulgară care i-a evacuat pe majoritatea sătenilor aromâni și i-a trimis către interiorul Bulgariei și Serbiei. Strămutarea localnicilor aromâni s-a datorat faptului că militarii bulgari erau îngrijorați că aromânii aveau simpatii progrecești și prosârbești și ar fi putut coopera cu Aliații Antantei. În timpul exilului forțat care a durat mai mult de doi ani, unii săteni au fost nevoiți să se descurce pe cont propriu, în timp ce alții au prestat munci grele pentru bulgari.
Aromânii s-au întors la Trnovo și în satul vecin Magarevo după încheierea războiului. Aproximativ 30 de familii din ambele așezări, văzând distrugerile produse în localitățile lor de origine, au traversat pe jos regiunea montană Mariovo și s-au refugiat în Grecia, sperând că situația lor dificilă și, mai ales, susținerea cauzei grecești în timpul luptelor din Macedonia vor fi recunoscute de statul grec, care le va permite să se stabilească în orașul Aridaia.

## Demografie
Statisticile realizate de geograful bulgar Vasil Kănciov în 1900 au scos în evidență că în satul Trnovo locuiau 2.400 de aromâni și 50 de albanezi musulmani.
Conform recensământului din 2002, satul Trnovo avea în total 278 de locuitori. Locuitorii aparțineau următoarelor grupuri etnice:
- Macedoneni - 146
- Albanezi - 82
- Vlahi - 48
- Sârbi - 1
- Alții - 1

## Personalități născute aici
- Dimitrie Atanasescu (1836 - 1907), profesor aromân.